# Dioscoridus
Dioscoridus is een geslacht van rechtvleugeligen uit de familie veldsprinkhanen (Acrididae). De wetenschappelijke naam van dit geslacht is voor het eerst geldig gepubliceerd in 1957 door Popov.

## Soorten
Het geslacht Dioscoridus  is monotypisch en omvat slechts de volgende soort:
- Dioscoridus depressus (Popov, 1957)